# Taxonomia da família Orchidaceae
As orquídeas, com algumas exceções, distinguem-se dentre as Monocotiledóneas por apresentarem grande redução no número de estames, ou androceu, estes em regra fundidos ao gineceu formando a coluna; apresentarem pólen agregado em polínias compactas; diferenciarem o formato, tamanho e ou cor de uma das pétalas, conhecida como labelo; desenvolverem sementes extremamente pequenas sem endosperma; e pelo complexo sistema de polinização empregado por suas flores, que atraem insetos para uma pseudocópula. Quase sempre são plantas verdes que realizam fotossíntese.
As orquídeas são perenes ou anuais e podem ser terrestres, epífitas, rupícolas, trepadeiras, saprófitas e mesmo subterrâneas. Suas folhas são alternadas, raramente opostas. Normalmente na base apresentam bainhas com veias paralelas. Frequentemente apresentam estruturas de reservas nutritivas, sejam raízes espessadas, tubérculos ou seja o caule modificado em pseudobulbos. As flores são zigomórficas e bissexuadas, raramente unissexuadas. O perianto apresenta seis tépalas em duas camadas. A externa é formada por três sépalas que algumas vezes apresentam-se concrescidas. Da camada interna, duas costumam ser algo semelhantes às sépalas e são chamadas pétalas a outra modificada em labelo como vimos acima.
A família das orquídeas, como praticamente todos os outros seres vivos, está subdividida em diversos grupos progressivamente menores e afins, os principais pela ordem são: subfamília, tribo, subtribo, gênero e espécie. Entretanto em alguns casos nem todas essas subdivisões são necessárias, e em outros há mais divisões tais como a divisão de subgêneros em seções, subseções, séries e subséries ou alliances, e de espécies em subespécies, formas e variedades. A filogenia moderna tem necessidade de mais divisões para refletir todas as alterações evolutivas dos grupos, no entanto muitas destas ainda não estão bem estabelecidas e acabam por ficar evidentes apenas quando os cladogramas são consultados.

## História

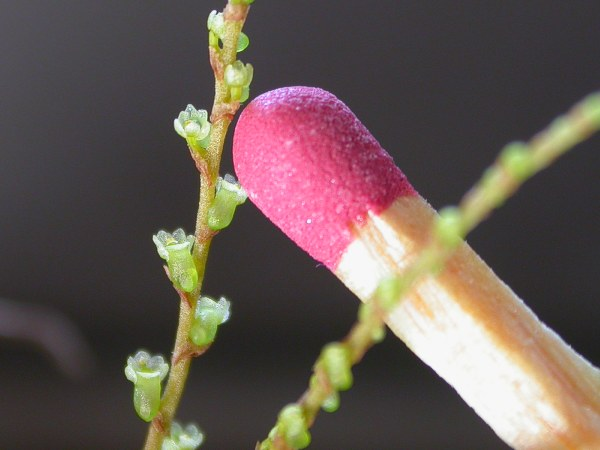
Campylocentrum grisebachii
Uma das menores orquídeas do Brasil.

Em 1753, Lineu lançou sua segunda edição de Species Plantarum, onde havia oito gêneros de orquídeas, que entretanto não se constituíam em uma família à parte. Todas as espécies epífitas pertenciam ao gênero Epidendrum.
Em 1789, Antoine Laurent de Jussieu publicou seu Genera Plantarum, onde dividiu os vegetais em três grupos: Acotiledôneas, Monocotiledôneas e Dicotiledôneas. Criou a família Orchideae.
Por volta de 1800, Olof Peter Swartz, primeiro botânico especializado em orquídeas, dividiu-as em monandras e diandras.
John Lindley, considerado o pai da classificação moderna de orquídeas, descreveu cerca de duas mil espécies, publicadas em Genera and Species of Orchidaceous Plants, entre 1830 e 1840. Além disso dividiu os grupos de monandras e diandras em sete tribos.
Em 1858, Heinrich Gustav Reichenbach publicou nova classificação das orquídeas em Xenia Orchidaceae, entretanto a mesma nunca chegou a ser adotada pelos botânicos.
Em 1926, Friedrich Richard Rudolf Schlechter elaborou uma reclassificação geral dividindo a família das orquídeas em duas subfamílias, Cypripedioideae e Orchidoideae, além de separar as Apostasioideae das orquídeas. Esta classificação foi muito utilizada e ainda hoje é possível encontrar algumas referências a ela.
Um dos sistemas mais modernos, ainda amplamente utilizado, é o de Robert Louis Dressler, originalmente publicado em 1982, revisado em 1994, entretanto o mesmo já não atende as necessidades de classificação reveladas pelos exames de DNA das plantas, que trazem muitas surpresas.
Em 1995 Dariusz Szlachetko publicou uma nova proposta de divisão onde excluiu de Orchidacea oas Famílias Apostasiacea e Cypripediacea, dividindo então Orchidacea em oito subfamílias, privilegiando grupos morfológicos homogêneos.
Desde a década de 60 discutia-se a conveniência de classificar as espécies segundo suas características evolucionárias, ou seja, filogenéticas, no entanto as pesquisas neste sentido sempre avançaram lentamente. A discussão era acirrada. Com a vulgarização das análises de DNA nos últimos anos, esse modelo recebeu enorme impulso e hoje parece ser bastante aceito, ou pelo menos considerado uma ferramenta adicional à observação de sua morfologia.
Entre 1999 e 2008, Alec M. Pridgeon, Cribb, Mark Wayne Chase e Rasmussen lançaram os quatro primeiros volumes do Genera Orchidacearum, coleção que, quando completa, pretende constituir-se em nova proposta de classificação para a família das orquídeas. Quase que exclusivamente baseada em critérios filogenéticos, algumas vezes em detrimento dos caracteres morfológicos, que servem mais para embasar suas conclusões, e em alguns casos são adaptados a ela, a coleção é extremamente útil pois lança uma nova luz sobre a classificação de Orchidaceae. Além dos autores citados, este trabalho, pela sua própria amplitude, conta ainda com dezenas de outros autores que tratam de tribos e subtribos sobre as quais são especialistas.

## A Família Orchidaceae

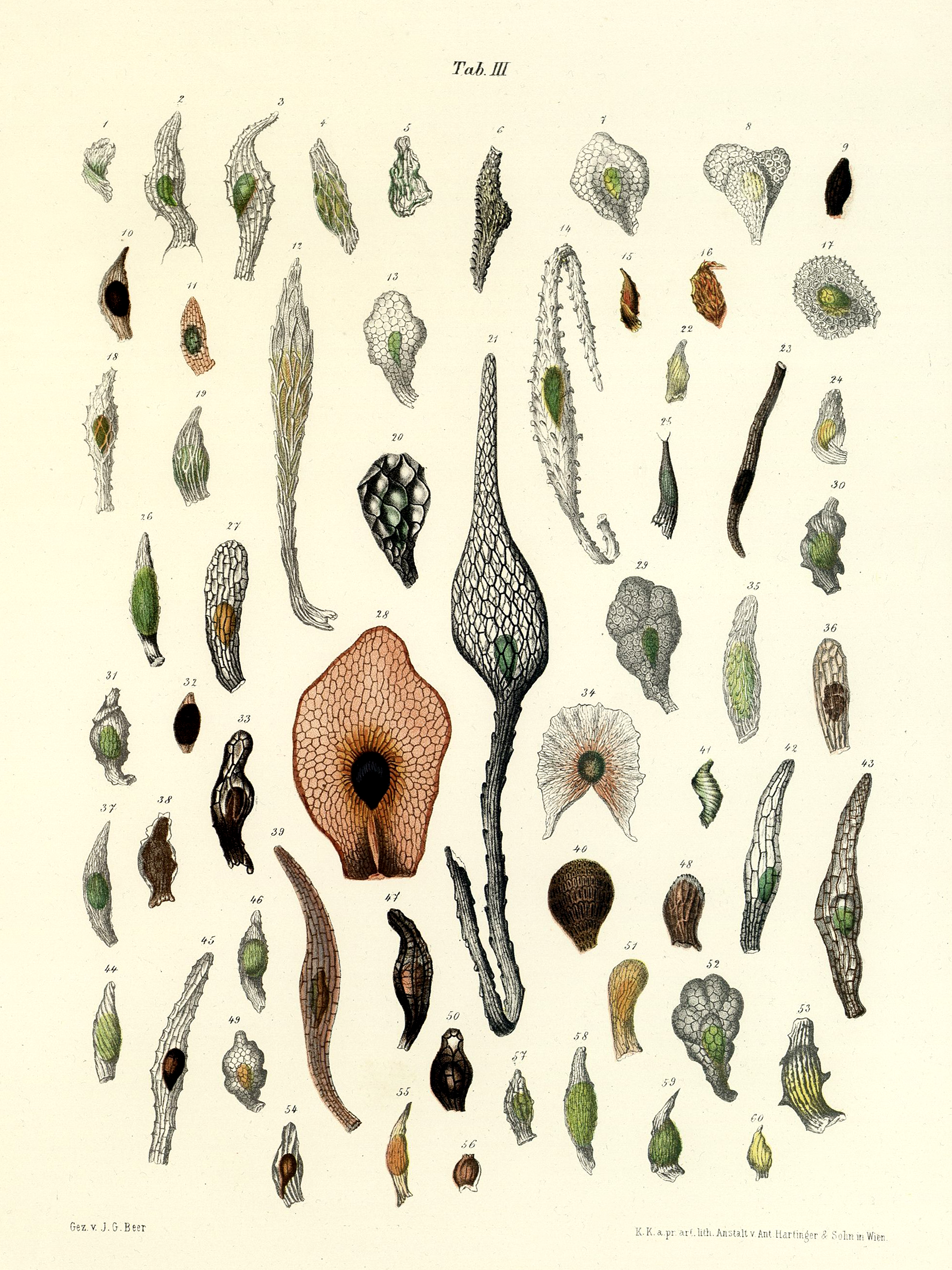
Ilustração de J.G.Beer mostrando diversos tipos de sementes de orquídeas, publicada em 1863, em Beitrage zur morphologie und biologie der familie der orchideen. Vienna, Austria: Druck und Verlag von Carl Gerold's Sohn.

A seguir apresentamos breve resumo da classificação da família das orquídeas conforme publicada na série Genera Orchidacearum para as primeiras quatro subfamílias das orquídeas, e quanto à última e mais interessante, Epidendroidae, valemo-nos em parte da mais recente classificação de Dressler, alterada por textos avulsos recentes que tratam da filogenia de alguns grupos de gêneros bem como e em parte do quarto volume da série citada.
Cladograma mostrando a relação evolucionária das subfamílias de orquídeas:
|  | Outras famílias de Asparagales |
|  |                                |

|  | Vanilloideae                                                    |
|  |                                                                 |
|  | \| \| Epidendroideae \| \| \| \| \| \| Orchidoideae \| \| \| \| |
|  |                                                                 |
|  | Epidendroideae                                                  |
|  |                                                                 |
|  | Orchidoideae                                                    |
|  |                                                                 |

|  | Epidendroideae |
|  |                |
|  | Orchidoideae   |
|  |                |

|  | Vanilloideae                                                    |
|  |                                                                 |
|  | \| \| Epidendroideae \| \| \| \| \| \| Orchidoideae \| \| \| \| |
|  |                                                                 |
|  | Epidendroideae                                                  |
|  |                                                                 |
|  | Orchidoideae                                                    |
|  |                                                                 |

|  | Epidendroideae |
|  |                |
|  | Orchidoideae   |
|  |                |

|  | Vanilloideae                                                    |
|  |                                                                 |
|  | \| \| Epidendroideae \| \| \| \| \| \| Orchidoideae \| \| \| \| |
|  |                                                                 |
|  | Epidendroideae                                                  |
|  |                                                                 |
|  | Orchidoideae                                                    |
|  |                                                                 |

|  | Epidendroideae |
|  |                |
|  | Orchidoideae   |
|  |                |

|  | Vanilloideae                                                    |
|  |                                                                 |
|  | \| \| Epidendroideae \| \| \| \| \| \| Orchidoideae \| \| \| \| |
|  |                                                                 |
|  | Epidendroideae                                                  |
|  |                                                                 |
|  | Orchidoideae                                                    |
|  |                                                                 |

|  | Epidendroideae |
|  |                |
|  | Orchidoideae   |
|  |                |

|  | Outras famílias de Asparagales |
|  |                                |

|  | Vanilloideae                                                    |
|  |                                                                 |
|  | \| \| Epidendroideae \| \| \| \| \| \| Orchidoideae \| \| \| \| |
|  |                                                                 |
|  | Epidendroideae                                                  |
|  |                                                                 |
|  | Orchidoideae                                                    |
|  |                                                                 |

|  | Epidendroideae |
|  |                |
|  | Orchidoideae   |
|  |                |

|  | Vanilloideae                                                    |
|  |                                                                 |
|  | \| \| Epidendroideae \| \| \| \| \| \| Orchidoideae \| \| \| \| |
|  |                                                                 |
|  | Epidendroideae                                                  |
|  |                                                                 |
|  | Orchidoideae                                                    |
|  |                                                                 |

|  | Epidendroideae |
|  |                |
|  | Orchidoideae   |
|  |                |

|  | Vanilloideae                                                    |
|  |                                                                 |
|  | \| \| Epidendroideae \| \| \| \| \| \| Orchidoideae \| \| \| \| |
|  |                                                                 |
|  | Epidendroideae                                                  |
|  |                                                                 |
|  | Orchidoideae                                                    |
|  |                                                                 |

|  | Epidendroideae |
|  |                |
|  | Orchidoideae   |
|  |                |

|  | Vanilloideae                                                    |
|  |                                                                 |
|  | \| \| Epidendroideae \| \| \| \| \| \| Orchidoideae \| \| \| \| |
|  |                                                                 |
|  | Epidendroideae                                                  |
|  |                                                                 |
|  | Orchidoideae                                                    |
|  |                                                                 |

|  | Epidendroideae |
|  |                |
|  | Orchidoideae   |
|  |                |

A família Orchidacea divide-se em cinco subfamílias:
- Apostasioideae Reichenbach

Plantas com pólen pastoso ou farinoso, que geralmente não formam polínias, com duas ou três anteras férteis linear-lanceoladas, folhas de bases embainhadas, estaminóde alongado e labelo similar às pétalas.
- Cypripedioideae Lindley

Plantas com pólen pastoso ou farinhento, que geralmente não formam polínias, com duas anteras férteis oblongas ou ovais, folhas de bases embainhadas, estaminóde em formato de escudo e labelo geralmente saquiforme.
- Vanilloideae Szlachetko

Plantas com pólen pastoso ou farinhento, que geralmente não formam polínias, com uma antera fértil incumbente e folhas sem bases embainhadas.
- Orchidoideae

Plantas com pólen coeso formando polínias, uma antera fértil ereta ou tombada para trás e folhas enroladas claramente plicadas, raízes frequentemente carnosas.
- Epidendroideae Lindley

Plantas com pólen coeso formando polínias, com antera incumbente, ou tombada para trás, mas então com folhas claramente plicadas e raízes raramente carnosas.

## Curiosidades taxonômicas brasileiras

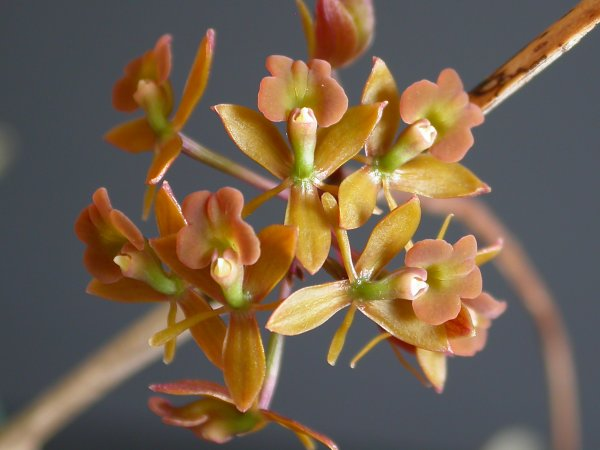
Epidendrum anceps, uma das primeiras orquídeas a serem descritas.

A primeira orquídea brasileira a ser descrita, o Epidendrum vanilla, hoje Vanilla mexicana o foi em 1753 por Carl von Linné, depois foram descritas três ao mesmo tempo, em 1759: Epidendrum caudatum (hoje Brassia caudata), Epidendrum ciliare e Epidendrum punctatum (hoje Cyrtopodium punctatum).
Em seguida vieram doze descrições de Nikolaus Joseph von Jacquin em 1760 e uma em 1763, destas, quatro ainda conservam o nome original usado por Jacquin e são as orquideas brasileiras mais antigas cuja propostas de mudanças de nomes nunca vingaram. São elas o Epidendrum nocturnum, E. ramosum, E. rigidum e E. anceps. Nesta época só havia oito gêneros de orquídeas e todas as orquídeas epífitas eram descritas como Epidendrum.
A primeira orquídea brasileira a ser descrita, cujo nome hoje é considerado um sinônimo de outra já descrita anteriormente, o foi em 1760 quando Jacquin publicou na mesma obra o Epidendrum cebolleta e também o Dendrobium cebolleta (Cohniella cebolleta), no entanto como ele mesmo atentou para este fato, talvez devêssemos então considerar o primeiro sinônimo validamente publicado o Epidendrum juncifolium de 1763, outro nome da Cohniella cebolleta então descrito por Linné que, como vimos, havia sido descrito por ele mesmo três anos antes com outro nome.
O primeiro caso de descrição inválida para espécies brasileiras ocorreu em 1788 quando Olof Peter Swartz descreveu o Epidendrum umbellatum (hoje Epidendrum umbelliferum) pois este nome já havia sido utilizado dois anos antes por Georg Forster. Por coincidência, em 1831, o mesmo nome foi utilizado novamente, desta vez pelo Frei José Mariano da Conceição Velloso para a planta hoje conhecida como Malaxis excavata. Mas a descrição de Swartz neste caso deu-se com uma planta coletada no exterior. O primeiro caso com espécie coletada no Brasil aconteceu em 1822 quando Conrad Loddiges descreveu a Gomesa planifolia utilizando o nome Gomesa recurva, já utilizado em 1815 por Robert Brown.

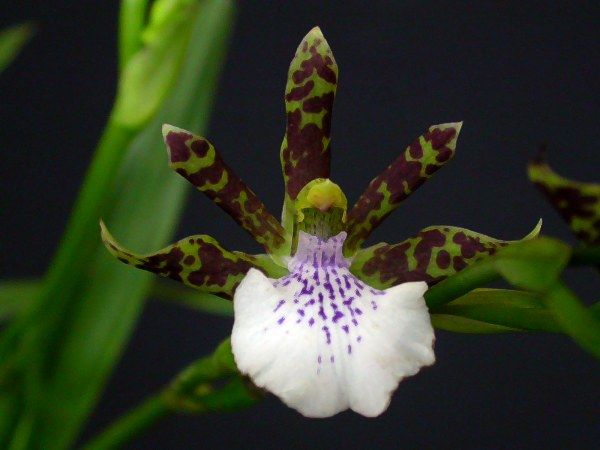
Zygopetallum pedicellatum, a primeira orquídea exclusivamente brasileira a ser descrita.

Até 1799, 86 nomes de espécies de orquídeas que existem no Brasil haviam sido publicados, mas na realidade nenhuma delas foi de fato descrita para o Brasil, todas eram espécies provenientes de coletas em outros países da América mas que futuramente foram encontradas também aqui. Dentre estas 86 descrições, 16 são hoje consideradas sinônimos.
Em 1799 Swarts, descreveu a primeira orquídea existente exclusivamente no Brasil o Cymbidium pedicellatum (Zygopetalum pedicellatum), que então podemos considerar de fato a primeira orquídea brasileira a ser validamente descrita. Naturalmente, muitas plantas brasileiras já se encontravam em herbários no exterior, Guido Pabst aponta o fato de haver encontrado um Trigonidium brasileiro cuja coleta data de 1634, em um herbário da Dinamarca, porém essa planta só viria a ser descrita por John Lindley em 1838.

## As publicações brasileiras mais importantes

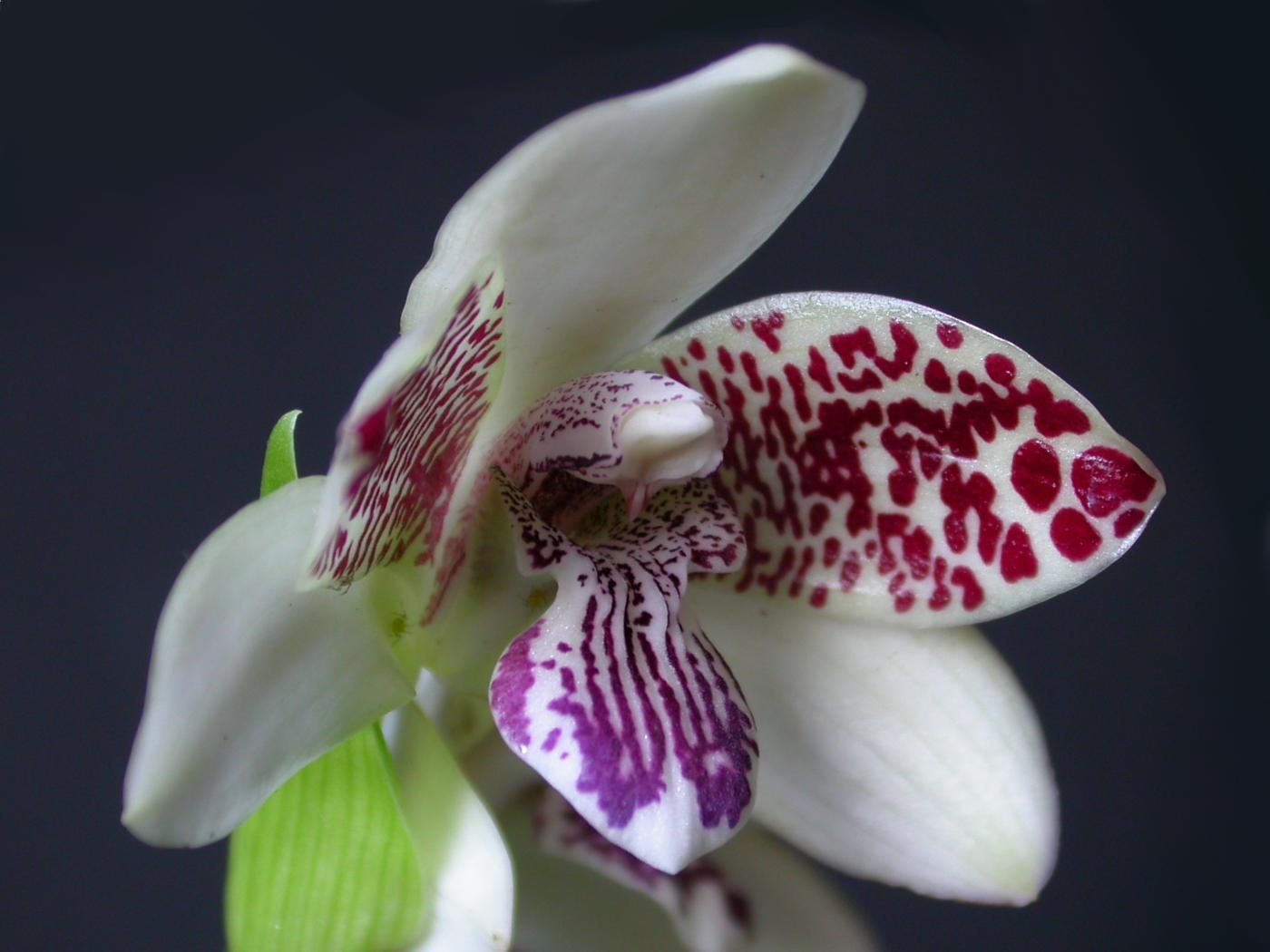
Pabstia jugosa, cujo gênero é nomeado pelo estudioso de orquídeas do Brasil Guido Pabst.

O Flora Fluminensis – Durante o século XVIII não há registros de botânicos brasileiros trabalhando com orquídeas. O fato é que devemos lembrar que o Brasil era uma colônia de Portugal até 1822. Antes de 1808, quando a Família Real mudou-se para o Brasil, todo tipo de indústria era proibido aqui. Não havia universidades e a publicação de material impresso era terminantemente proibida, e mesmo que não o fosse, a alfabetização era para poucos. Com a coroação de Dom Pedro II, as condições necessárias para o estudo de nossa flora se fizeram presentes.
O Frei José Mariano da Conceição Velloso (1741-1811), considerado o “Pai da Botânica Brasileira”, foi um autodidata. De 1779  a 1787 percorreu a Capitania do Rio de Janeiro procurando fazer um levantamento de todas as espécies de plantas existentes. Era acompanhado por seu escrevente, Frei Anastácio de Santa Inêz, e pelo ilustrador Frei Francisco Solano. O resultado destas expedições foi terminado em 1790. Durante onze anos Frei Vellozo tentou, sem sucesso publicar sua obra. Após seu falecimento os manuscrito originais estiveram perdidos por muitos anos até serem encontrados nos arquivos da Biblioteca Nacional em 1825. A impressão das estampas levou mais de 4 anos para serem completadas. Finalmente o trabalho foi distribuído 35 anos após sua conclusão, com o nome de Flora Fluminensis. Durante estes anos muitos outros botânicos encontraram e publicaram grande parte das espécies originalmente descobertas por Vellozo.
Trata-se de obra monumental de enorme valor científico e histórico, a primeira publicação de um brasileiro  especificamente sobre a flora do Brasil. Ele descreve 1.640 espécies brasileiras distribuídas por 309 gêneros. E assim é que em 1831 o Frei Vellozo tornou-se o primeiro brasileiro a descrever espécies de orquídeas. Publicou 62 espécies no Flora Fluminensis. Antes de Frei Velozzo, outras 245 espécies brasileiras já haviam sido publicadas.
O Genera et Species Orchidearum Novarum - Nos 46 anos seguintes, com os trabalhos de John Lindley e Heinrich Gustav Reichenbach, o estudo das orquídeas floresceu e até 1877, quando João Barbosa Rodrigues (1842-1909), o segundo brasileiro a trabalhar em taxonomia de orquídeas, publicou o primeiro volume de suas descrições, o Genera et species orchidearum novarum, 1758 espécies haviam sido descritas. Em 1881, exatamente 50 anos depois de Vellozo, Barbosa Rodrigues publicou o segundo volume da série, elevando o número de espécies então descritas para 2407. O terceiro lote de descrições foi publicado por ele em 1891 no Vellozia, publicação em homenagem ao frei Vellozo. Sua última publicação data de 1907.
Barbosa Rodrigues nasceu no Rio de Janeiro e foi criado em Minas Gerais. Foi professor de desenho e especializou-se em botânica. Esteve na Amazônia entre 1872 e 1875. Em 1883 fundou o Jardim Botânico de Manaus e em 1890 tornou-se diretor do Jardim Botânico do Rio de Janeiro, o qual dirigiu até sua morte.

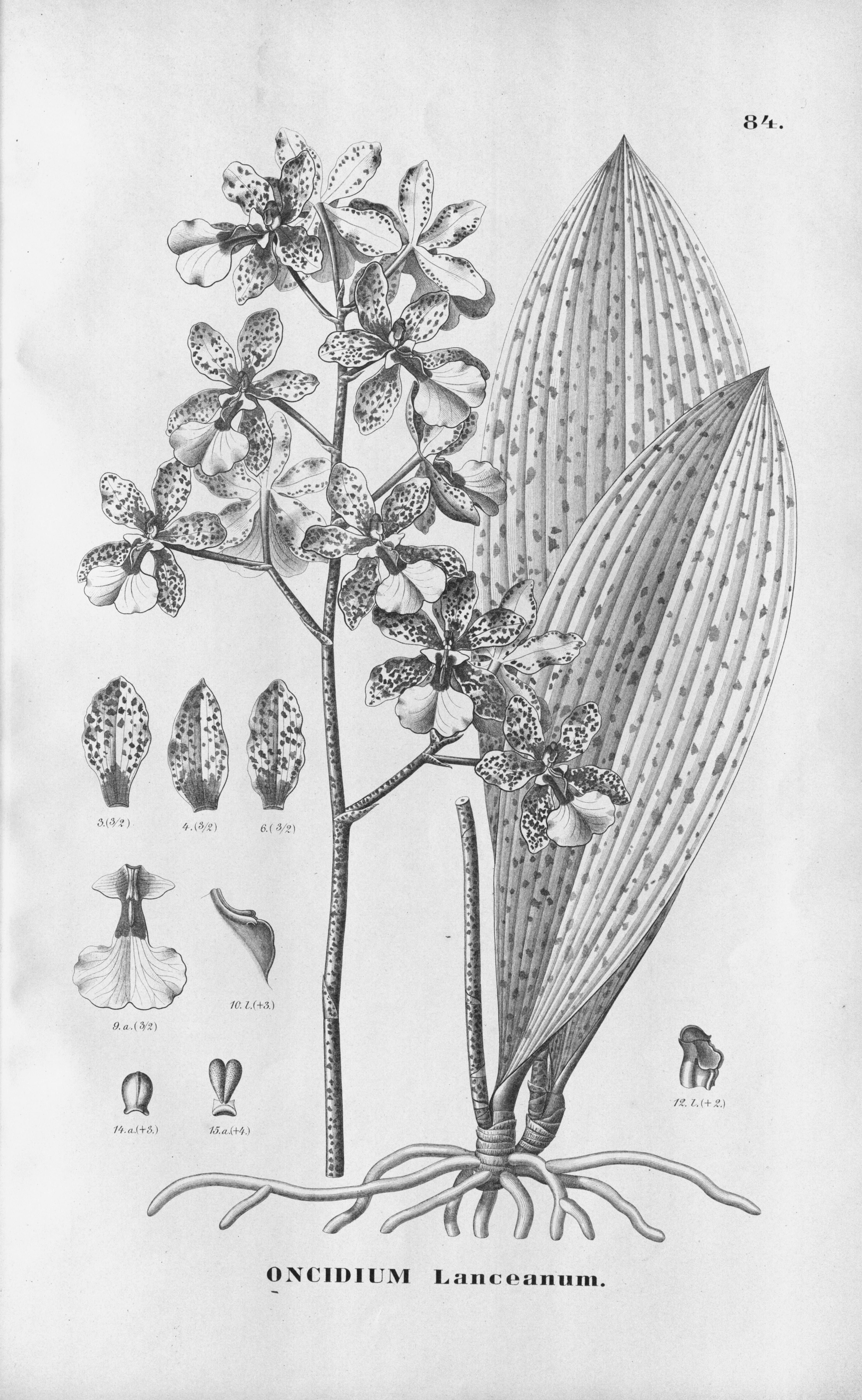
Ilustração da Lophiaris lanceana publicada no Flora Brasiliensis.

O Flora Brasiliensis - Entre 1840 e 1906, os editores Carl Friedrich Philipp von Martius, August Wilhelm Eichler e Ignatz Urban, com a participação de 65 especialistas de vários países, publicaram os 15 volumes do Flora Brasiliensis. Trata-se de obra monumental que trata de todas as plantas de nosso país, ainda não sobrepujada por qualquer outra publicação brasileira. Para tratar das orquídeas for convidado o botânico belga Célestin Alfred Cogniaux (1841 - 1916). O primeiro volume a tratar de orquídeas saiu em 1895, o último em 1906. Até esta ocasião haviam sido descritas 3187 espécies de orquídeas para o Brasil. Cogniaux fez então uma grande revisão destes nomes, reduzindo o número de espécies aceitas a pouco mais de 1000.
O Flora Brasilica – Em 1903 Edwall, sueco que morava no Brasil, publicou 4 espécies em uma revista científica de Campinas. Em 1910 apareceram as primeiras publicações de Frederico Carlos Hoehne (1882-1959), o terceiro botânico brasileiro a publicar espécies de orquídeas. Nasceu em Juiz de Fora. Dedicou-se principalmente ao estudo das orquídeas, tornando-se um dos maiores especialistas do país. Em 1917 foi trabalhar na Seção de Botânica do Instituto Butantã de São Paulo. Em 1942, tornou-se seu Diretor, permanecendo nesta ocupação durante 10 anos. Hoehne foi autor da melhor coleção de livros sobre orquídeas brasileiras, além de outras famílias de plantas, até hoje publicados, o Flora Brasilica. Faleceu antes de completar a obra, tendo tratado de apenas cerca da metade dos gêneros então conhecidos. Nos gêneros abordados por Hoehne, seu trabalho é muito mais completo do que o encontrado no Flora brasiliensis, mesmo porque esta publicação deu-se na década de 40, quando muito mais espécies eram conhecidas.
Em 1916 Sampaio tornou-se o quarto brasileiro a descrever orquideas porém de suas descrições apenas duas são aceitas hoje. Em 1922 veio Paulo de Campos Porto. Em 1930, Alexander Curt Brade. Em 33 Dutra, em 37 Horta. Em 45, Augusto Ruschi e em 46, Leite. Enfim, a partir de 1950 número de botânicos brasileiros dedicando-se às orquídeas  cresceu muito. Possivelmente o Brasil hoje é o país que tem o maior número de especialistas estudando e descrevendo espécies de seu próprio país, mesmo porque é um dos países onde há mais espécies desta família.
O Orchidaceae Brasilienses - É necessário mencionar ainda que dentre os estudiosos de orquídeas mais recentes, o já citado Brade, e  Guido Frederico João Pabst (1914-1980) são os mais importantes. Pabst foi responsável pela publicação do Orchidaceae Brasilienses entre 1977 e 1980. Ainda é o livro mais recente a tratar de todas as nossas orquídeas.
Dentre os estrangeiros que, a qualquer tempo, trabalharam com nossas espécies destacamos os já mencionados Cogniaux, Lindley, Reichenbach além de Friedrich Richard Rudolf Schlechter como os que mais contribuíram para o conhecimento das espécies brasileiras.

## Descrições de espécies brasileiras e seus autores
Mencionamos que em 1881 já havia descrições de 2407 espécies para o Brasil. Mas esse número é próximo do número total de espécies que reconhecemos hoje. Existe uma razão para esta discrepância. Muitas são consideradas sinônimos de outras anteriores.
Desde que o primeiro botânico sentou-se à sua escrivaninha para descrever uma espécie que julgou ser nova, 5325 novas descrições para o Brasil foram publicadas, excetuadas as descrições de híbridos naturais. Até 1980, ano da morte de Pabst, foram 4944 descrições.
Neste artigo foram apresentadas algumas efemérides sobre as descrições de espécies brasileiras. É necessário completar estas informações com mais alguns números e fatos. Neste artigo nunca são referidas publicações de reclassificação, ou seja, mudanças de gêneros, mas apenas a publicações de supostas espécies novas.

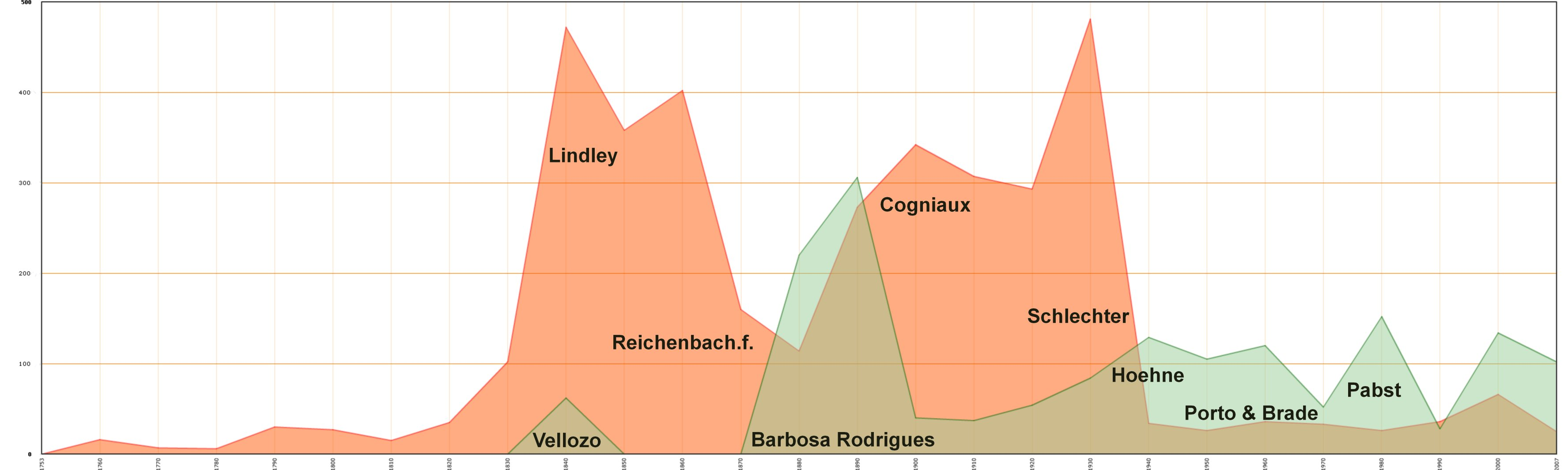
Publicação de espécies existentes no Brasil ao longo das décadas. A primeira publicação data de 1753, a última considerada aqui é de 2007. As linhas horizontais são centenas de espécies publicadas. Note o reflexo do trabalho de alguns botânicos destacado com seus nomes na época em que viveram.

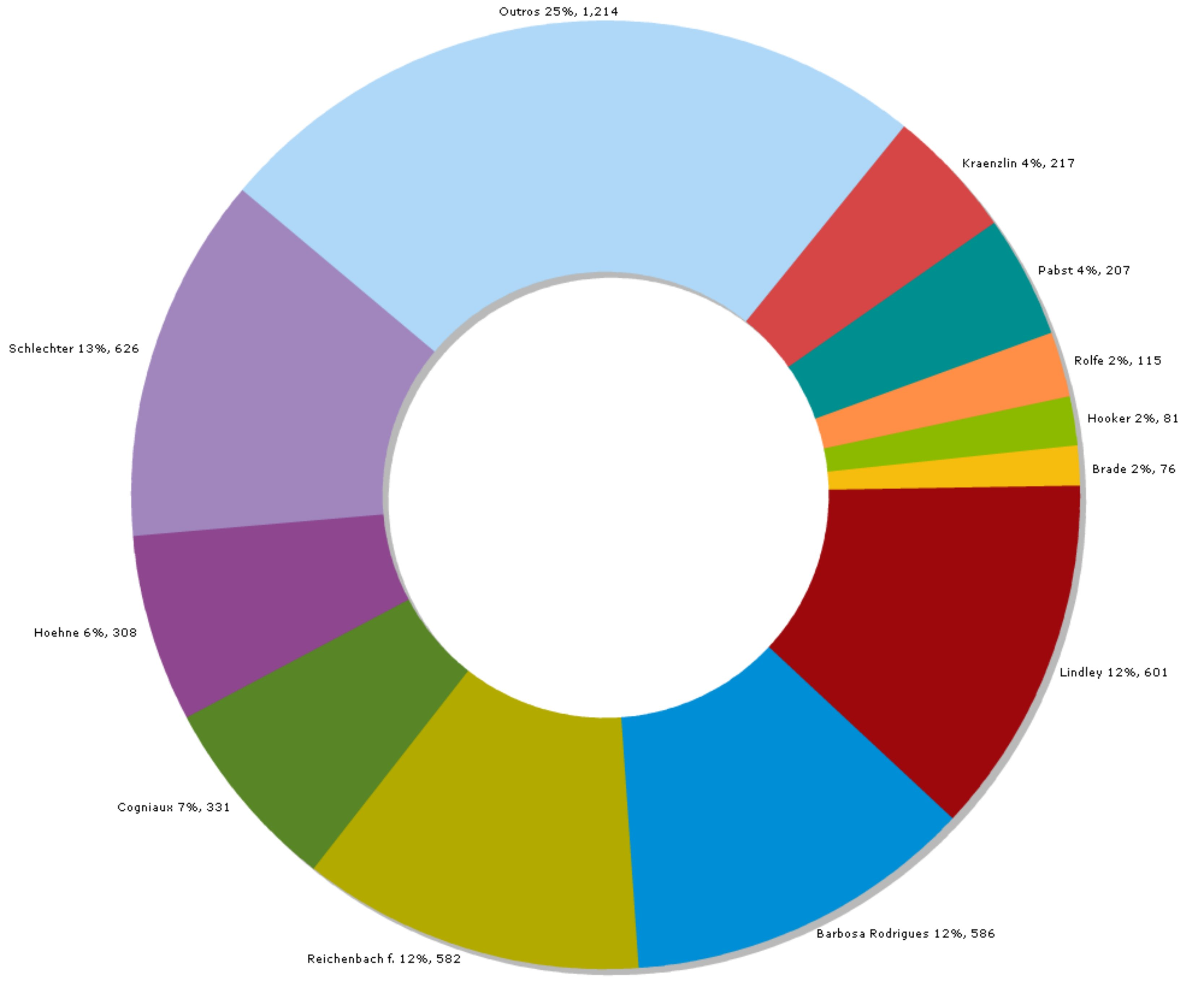
Publicação total de espécies brasileiras por autor. Estão incluídas apenas espécies consideradas novas por seus autores. As publicações de reclassificação foram excluídas destes números.

De agora em diante, todos os dados apresentados serão considerados apenas até 1980, uma vez que nem todas as publicações de datas posteriores estão revisadas e há debates sobre a aceitação de muitas das espécies recentemente descritas. Assim, as 381 publicações dos últimos 27 anos, bem como seus autores, serão excluídos deste artigo e de suas estatísticas.
O número de espécies aceitas é incerto, estima-se que há cerca de 2350 espécies geralmente aceitas no Brasil, sem considerar os híbridos naturais, além de mais cerca de 300 espécies mal descritas, confusas ou por identificar. Isto significa que menos da metade das descrições publicadas são aceitas.
Estes números são apenas aproximadas e devem ser olhados com reservas. Mudam ao longo do tempo conforme cada uma das descrições é analisada. Plantas hoje não esclarecidas podem passar a serem aceitas e estas a sinônimos. Variedades podem passar a ser espécies aceitas e o contrário também acontece. O número de espécies consideradas aceitas varia de autor para autor e conforme a tendência de juntar ou separar espécies. Por fim, os números baseiam-se prinipalmente nos bancos de dados publicados na internet.
Dois autores não foram considerados nestes números por terem trabalhado só em dupla. Suas descrições estão incluídas sob os nomes dos outros autores, são eles: Campos Porto que em parceria com Curt Brade descreveu 26 espécies das quais são 20 aceitas, e Warming que descreveu 54 espécies sempre em junto com Reichenbach, 39 aceitas.
Até 1980 este é o panorama:
- Cerca de um terço das descrições tiveram a participação de um brasileiro ou um estrangeiro vivendo no Brasil.
- 244 estudiosos publicaram espécies do Brasil dos quais 23 eram brasileiros e 3 eram estrangeiros que viveram bom tempo no Brasil.
- 188 autores descreveram plantas sozinhos,
- 60 duplas foram formadas,
- 3 triplas ocorreram.
- 31 autores somente participaram em duplas ou triplas onde um dos autores habitualmente publicava só.
- 5 duplas descreveram somente em conjunto.
- 15 autores não descreveram as espécies mas deixaram anotações utilizadas posteriormente por outros autores e tiveram seus nomes incluídos no crédito pela descrição.
- 22 espécies foram publicadas sem autor em revistas Europeias, nenhuma dessas descrições é aceita pois todas já tinham outros nomes válidos publicados.
- 87 autores descreveram apenas uma espécie.
- 73 autores descreveram de duas a quatro espécies.
- 41 autores descreveram cinco a dez espécies.
- 15 autores descreveram de onze a vinte espécies.

Observando o número de espécies descritas o longo do tempo notamos que após o advento de Getúlio Vargas e do Estado Novo, as descrições de espécies brasileiras por estrangeiros reduziu-se quase a nenhuma. Grande parte das descrições do período recente corresponde a espécies descritas para países vizinhos que posteriormente foram encontradas aqui, descrições de espécies sobre de material antigo já existente no exterior ou descrições novas a partir de publicações antigas inválidas. Exceções são os casos em que estrangeiros descreveram em parceria com brasileiros. Olhando ainda esse mesmo gráfico, notam-se claramente os picos no números de publicações cada um deles resultado das atividades de um autor: O primeiro pico, das descrições de Lindley cerca de 1840, que mistura-se com o segundo, de Reichenbach em 1860; O pico das descrições de Barbosa Rodrigues na década de 1890; as descrições de Cogniaux cerca de 1910 e depois as de Schlechter até 1930. No Brasil as descrições após 1910 devem-se a Hoehne e Brade, depois a Pabst e mais recentemente a diversos autores.

### Descrições inválidas

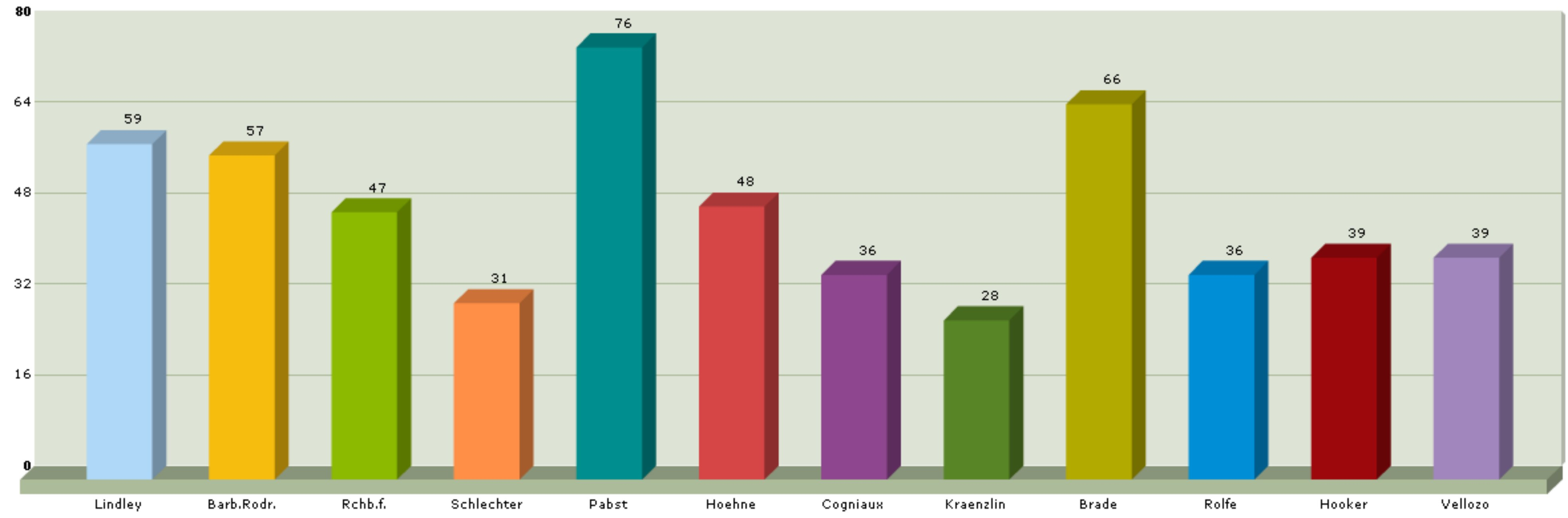
Porcentagem de acerto por autor em suas descrições de espécies brasileiras. Alguns autores, como Schlechter por exemplo, devem ter acertado em muitas outras descrições, entretanto o material original de suas publicações perdeu-se em bombardeios durante a segunda guerra mundial. Pabst e Brade acertaram mais.

Das novas descrições de orquídeas publicadas, cerca de 1850 são consideradas inválidas, na maioria dos casos por utilizarem um nome já em uso para outra espécie, mas algumas por não atenderem as regras do código de nomenclatura botânica. Muitas descrições eram realmente espécies novas mas o autor foi infeliz na escolha do nome, perdendo assim o crédito pela descrição.
58 autores participaram de descrições inválidas, destes 9 eram brasileiros. 30 autores publicaram apenas uma descrição inválida, infelizmente algumas vezes sua única publicação. Naturalmente os autores com mais descrições inválidas são também os autores com mais descrições publicadas. Por outro lado estes mesmos autores, têm muito menos descrições inválidas, de 2 a 10%, quando comparados a autores que publicaram menos, que em alguns casos têm metade ou a totalidade das descrições inválidas.
Vale notar o caso de A.D.Hawkes, que publicou apenas 10 espécies, todas em 1957, destas 4 são inválidas, 4 são sinônimos e 2 eram nomes novos para publicações inválidas de outros autores. Um notável caso de insucesso. Vale a pena ainda ressaltar o fracasso de alguns outros autores: Hoffmannsegg descreveu 37 espécies, só 3 são aceitas e ainda apenas provisóriamente. Regel descreveu 51 e só 6 são aceitas.

### Descrições Aceitas

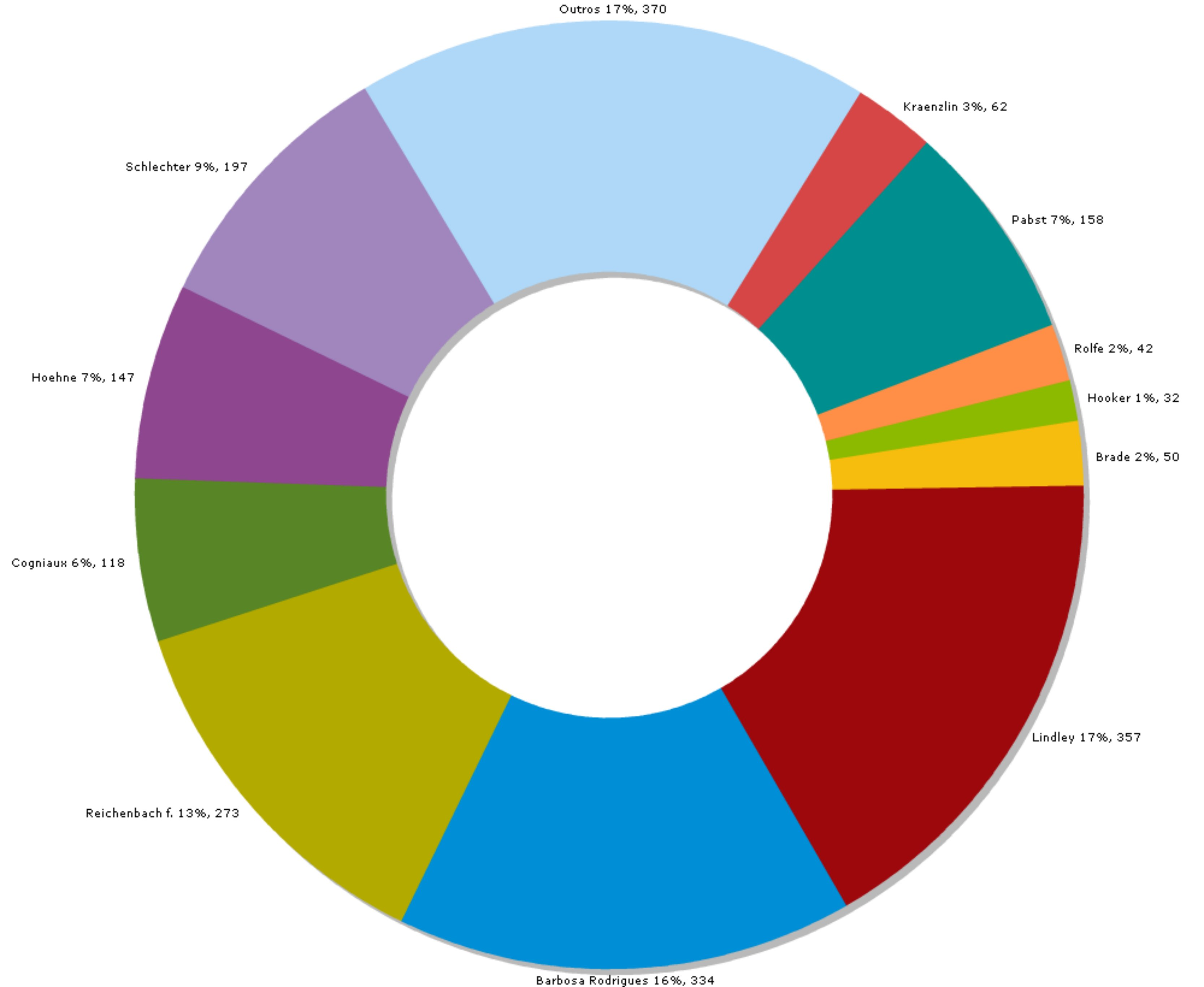
Número de espécies brasileiras ainda aceitas hoje, publicadas por cada autor. Estão incluídas apenas espécies reconhecidas, mesmo que classificadas agora em outros gêneros. As publicações de reclassificação foram excluídas destes números.

Até 1980 estima-se que cerca de 2140 descrições são geralmente aceitas, descritas por 134 autores. 24 deles eram brasileiros ou estrangeiros vivendo no Brasil e descreveram 875 espécies aceitas.
Das descrições aceitas até 1980: 53 autores descreveram apenas uma espécie; 14 autores descreveram duas espécies; 20 autores descreveram três espécies; 7 autores descreveram 4 espécies; 2 autores descreveram 5 espécies; 6 autores descreveram 6 espécies; 3 autores descreveram 7 espécies.
Schlechter tem 197 espécies aceitas, na realidade descreveu mais, porém grande parte de suas descrições perdeu-se nos bombardeios da segunda Guerra Mundial, destas 197 espécies, algumas não estão esclarecidas.
Algumas espécies são contadas duas vezes, por exemplo todas as espécies descritas por Hoehne e Schlechter aparecem duas vezes nas estatísticas. O mesmo ocorre com Pabst e Brade, e alguns outros.

## Mudanças de nomes das espécies
Desde que a primeira orquídea foi descrita, iniciou-se um problema até hoje sem solução: as mudanças de nomes. Os nomes das espécies mudam por diversas razões.
O nome original que uma espécie recebeu quando foi publicada pela primeira vez é chamado  basônimo - o nome que é escolhido pelo autor na data de sua descrição. Como sabemos, os nomes dos gêneros mudam o tempo todo, mas os basônimos são sempre os mesmos. O número de espécies aceitas em um país só pode ser igual ou menor que o número de espécies publicadas e todas as espécies possuem um basônimo. Algumas vezes o nome atualmente aceito da espécie é o próprio basônimo, como por exemplo no caso do Epidendrum nocturnum, que foi publicado originalmente por Jacquin já com este nome. Em outros casos o basonimo é diferente, como por exemplo a Brassavola nodosa, cujo basônimo é Epidendrum nodosum, o nome originalmente escolhido por Linné na data de sua publicação, nome que nunca mudará.
Cada basônimo encontra-se associado a um tipo. Chamamos tipo a um exemplar da planta incluído na publicação original. Ao longo dos anos as regras que definem o que seria esse exemplar mudaram. Inicialmente um desenho poderia ser considerado um tipo. Hoje é necessário haver uma planta seca, ou conservada em álcool, em um herbário. As regras para descrever plantas também foram mudando e ficando mais exigentes quanto à quantidade de informações necessárias. Uma das principais razões para isso é que os tipos de muitas das descrições originais não são suficientes para identificar a espécie a que ela se refere. Por exemplo, nas publicações de Velloso há três espécies diferentes às quais no tempo dele eram atribuídas ao gênero Orchis, que pelos detalhes expostos no desenho, jamais será possível identificar. Não apresentam as informações mínimas necessárias para a identificação segura. Qualquer suposição será uma adivinhação. Velloso não sabia que outras espécies parecidas com as que desenhou seriam descobertas e assim não informou no desenho ou na descrição os detalhes suficientes para sabermos qual exatamente seria essa espécie.

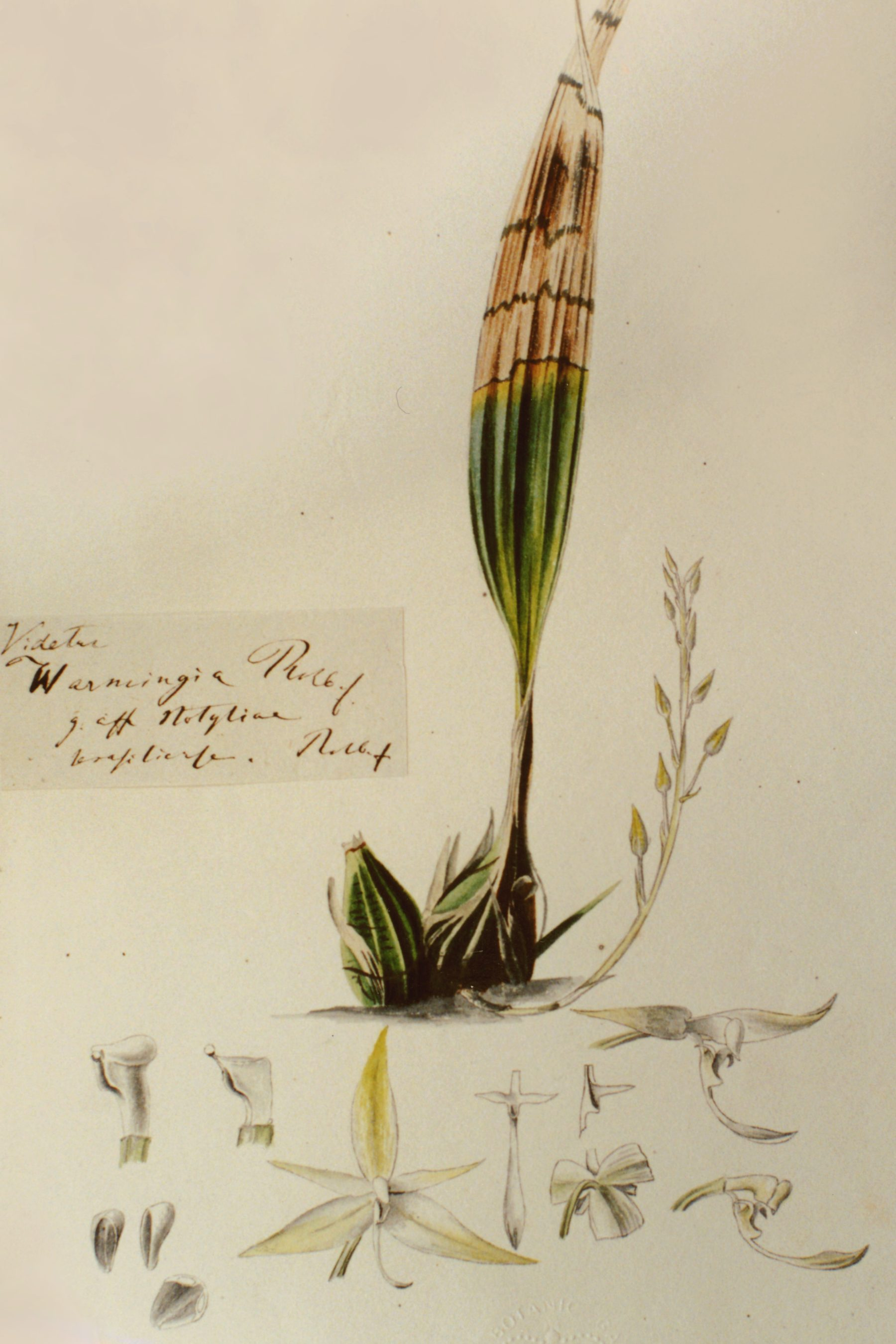
Ilustração da Archivea kewensis - Caso em que uma aquarela é aceite como tipo de uma espécie.

Pois bem, cada basônimo está associado a um tipo e para saber qual espécie o basônimo representa devemos então ver o tipo. Quando alguém sugere que o nome uma espécie publicada por um autor mude de gênero, para um gênero diferente do gênero originalmente escolhido por ele, deve referir-se à publicação original do primeiro autor e citar seu basônimo. Ao novo nome chamamos nome (ou sinônimo) homotípico, ou seja, um outro nome proposto para um único tipo.
Todas os nomes e descrições de orquídeas hoje considerados válidos, sejam eles aceitos ou não, são posteriores a 1753, data em que Linné lançou sua segunda edição de Species Plantarum. Pois bem, consideremos então a dificuldade de transmissão das informações em 1760. Nem é necessário voltar tanto. Há cem anos os países da America Latina ainda encontravam-se quase totalmente isolados. Para que uma informação publicada, por exemplo no Peru, chegasse aqui demorava anos. Essas informações tinham que ir primeiro à Europa para depois viajarem para cá. Assim é que espécies descritas em um país permaneciam desconhecidas por muitos anos em  países vizinhos e muitas vezes mesmo dentro do próprio país.
Como se sabe, as espécies não respeitam fronteiras e podem ocorrer em dois ou mais países ao mesmo tempo. Deste modo, era frequente que, sem saber que um botânico europeu, ou de algum país vizinho, já tivesse descrito uma espécie, um estudioso local publicasse novamente a mesma espécie com um outro nome.
Quando descobertos os enganos, a segunda espécie a ser descrita torna-se um sinônimo da primeira. Este tipo de sinônimo não é um sinônimo homotípico, e sim um sinônimo heterotípico, pois o basônimo e o tipo deste sinônimo são diferentes dos da primeira planta a ser descrita.
Outro caso frequente acontecia quando um botânico, por coincidência, escolhia o mesmo nome já utilizado por alguém em outro local para uma espécie totalmente diferente, existindo assim duas espécies distintas com o mesmo nome. Neste caso a publicação fica inválida e é necessário publicar um novo nome para a segunda espécie. Essa descoberta muitas vezes demorava a acontecer e o nome se difundia antes que o erro fosse notado.
Conforme as regras para a descrição de espécies novas foram evoluindo os autores tiveram de adaptar-se às novas determinações. No entanto há um número muito grande de casos em que as regras não foram atendidas outro motivo que torna descrições inválidas.
Existe ainda há um terceiro problema. Muitas espécies variam bastante, seja em cor, seja em tamanho ou formato ou conforme o local de coleta. Nas espécies mais cultivadas, essa variação é conhecida e não ocasiona enganos. Por exemplo, se considerarmos o caso da Cattleya intermedia var. irrorata: é uma variedade quase concolor de sépalas e pétalas muitos estreitas e labelo bastante largo. Se compararmos a relação dos segmentos florais desta planta com as de uma Cattleya intermedia comum, notaremos uma diferença enorme, no entanto nenhum estudioso está planejando separar esta variedade das outras cattleyas intermedias, nem separar a C. intermedia 'Aquinii', ou as albas, ou as cerúleas, todas vão continuar sendo variedades de C. intermedia. Agora, se verificarmos o caso de uma planta menos cultivada e menos estudada, por exemplo a Pleurothallis saundersiana. É uma espécie que também varia muito, existem flores grandes e flores menores, alongadas ou curtas, inteiramente verdes, alaranjadas e púrpuras, pintalgadas ou não. Neste caso, cada uma delas recebeu um nome diferente. P. josephensis, P. melachila, P. translucida, etc. Bem, na realidade a Cattleya intermedia 'Aquinii' também foi descrita como Cattleya aquinii, uma espécie diferente. Mas sabemos que é a mesma. De fato, se todas estas espécies de Pleurothallis citadas são sinônimos ou espécies isoladas é uma decisão em certa medida subjetiva. Depende do limite de tolerância de variação que o observador julga suficiente para dividir uma espécie. Por exemplo, o autor que prefere classificar espéscies variáveis sob o mesmo nome vai considerar a Cattleya schofieldiana apenas uma variedade da Cattleya granulosa portanto seu sinônimo. Pabst considerava a Cattleya warneri igual à Cattleya labiata. São a mesma espécie? Ninguém pode afirmar com certeza. Não existe um nome oficial obrigatório para nenhuma planta, depende das opiniões particulares dos especialistas. Para uns podem ser espécies diferentes e para outros apenas variedades da mesma espécie ou vice-versa. Além disso hoje podem coinsiderá-las iguais e amanhã mudarem de idéía. Todos gostariam que a definição das espécies fosse uma ciência exata mas infelizmente não é; nunca saberemos o número de espécies de orquídeas a ser considerado aceito. Vai sempre depender do julgamento de cada autor.